# Egg (zespół muzyczny)
Egg – brytyjski zespół grający rocka progresywnego. Został założony w lipcu 1968 roku w Londynie. Nagrali dwa albumy studyjne, po czym zespół zakończył działalność w 1972 roku. W 1974 roku nastąpiła krótka reaktywacja, by nagrać trzeci album z gościnnym udziałem gitarzysty Steve'a Hillage'a w jednym utworze.

## Historia
Założycielami Egg byli Dave Stewart, który grał na instrumentach klawiszowych, Mont Campbell na gitarze basowej i wokalu oraz perkusista Clive Brooks. Zespół został utworzony na gruzach grupy Uriel, którego oprócz trzech wymienionych był również gitarzysta i wokalista Steve Hillage. Po tym jak Hillage opuścił Uriel w sierpniu 1968 roku by podjąć studia na Uniwersytecie Kent, pozostała trójka kontynuowała działalność jako trio. Po podpisaniu umowy z oddziałem zarządu klubu Middle Earth, doradzono im zmianę nazwy na Egg, bowiem rzekomo nazwa Uriel "brzmiał za bardzo jak 'pisuar'" (ang. urinal). W maju 1969 roku zespół podpisał kontrakt z wytwórnią Decca i wydał swój debiutancki album w marcu 1970 roku. Choć nie odniósł on sukcesu komercyjnego, został przyjęty na tyle dobrze, że wytwórnia sfinansowała nagranie kolejnego albumu, lecz gdy nadszedł czas na jego wydanie, wytwórnia odłożyła go na półkę. Dopiero w końcu dzięki lobbingowi producenta Neila Slavena ukazał się The Polite Force w lutym 1971 roku. Po podpisaniu kontraktu z firmą zarządzającą The Groundhogs, Egg zakończył rok zwiększoną liczbą tras koncertowych, ale pomimo zgromadzenia wystarczającej ilości materiału na trzeci album, grupie nie udało się znaleźć nowego kontraktu płytowego, czego w rezultacie rozpadli się w lipcu 1972 roku.
Po rozpadzie Dave Stewart przeszedł do grupy Khan, później do Hatfield and the North, Clive Brooks do The Groundhogs (w późniejszym okresie był technicznym grupy Pink Floyd), natomiast Mont Campbell grał w zespołach Gilgamesh oraz National Health.
W 1974 roku Stewart, który podpisał kontrakt z Virgin jako członek Hatfield and the North, załatwił Egg nagranie niewydanego materiału, co zaowocowało trzecim i ostatnim albumem The Civil Surface, który ukazał się w grudniu tego samego roku.
W grudniu 2007 roku ukazał się zbiór nagrań live z lat 1969-1972 o tytule The Metronomical Society.
Perkusista Clive Brooks zmarł 5 maja 2017 roku.

## Tło i struktura utworów
Egg są często uważani za część sceny Canterbury, ruchu muzyków progresywnych i psychodelicznych, opartego na późniejszym członkostwie Stewarta w Hatfield and the North i National Health, mimo że zespół nie pochodzi z Canterbury. Ich muzykę można określić jako rock progresywny z elementami rocka psychodelicznego, jazz rocka i awangardy (późniejszy przykład ruchu Rock in Opposition). Używali nietypowego metrum, co znalazło odzwierciedlenie w utworach takich jak "Seven Is A Jolly Good Time". Wnieśli też do swojej muzyki element humorystyczny. Mont Campbell, główny kompozytor zespołu, przyznawał się do ogromnego wpływu Igora Strawinskiego, co zaowocowało wieloczęściowymi suitami, takimi jak "Symphony no. 2" i "Long Piece no. 3".

## Arzachel
W połowie 1969 roku, Stewart, Campbell i Brooks wzięli udział w jednorazowym projekcie studyjnym Arzachel (1969). Nazwa ta została wzięta od kratera księżycowego. W tym projekcie wystąpił również gitarzysta i wokalista Steve Hillage (gdy miał przerwę wakacyjną na studiach), który tak jak pozostali był członkiem grupy Uriel. Egg miał w tym czasie podpisany kontrakt z wytwórnią Decca, dlatego też wszyscy występowali pod pseudonimami.
Dostępna jest również 60-stronicowa broszura Copious Notes, licząca 26 000 słów. Napisana przez Dave'a Stewarta, Monta Campbella oraz ich bliskiego przyjaciela Antony'ego Vinalla, opowiada historię Uriel, Arzachel, Egg i The Ottawa Company, od powstania Uriel na początku 1968 roku do powstania ostatniego albumu Egg The Civil Surface w 1974 roku. Broszura zawiera osobiste wspomnienia, anegdoty, krótkie historie, przypadkowe wspomnienia, obserwacje społeczne, szczegóły z epoki, analizy muzyczne oraz teksty piosenek, jak również kolekcję archiwalnych zdjęć wykonanych przez Terry'ego Yettona i muzyków.

## Skład
- Dave Stewart – organy, fortepian, generator dźwięku, melotron
- Mont Campbell – gitara basowa, śpiew, fortepian, organy, waltornia
- Clive Brooks – perkusja, instrumenty perkusyjne (zmarły 2017)[2]

## Dyskografia

### Albumy studyjne
- Egg (1970, Deram)
- The Polite Force (1971, Deram)
- The Civil Surface (1974, Caroline Records)

### Albumy kompilacyjne
- Seven Is a Jolly Good Time (1985, See For Miles Records)
- The Metronomical Society (2007, Egg Archive) – nagrania koncertowe
- BBC Sessions And More 1968-1972 (2015, On The Air) – nagrania koncertowe, wydanie nieoficjalne

### Single
- "Seven Is a Jolly Good Time” / "You Are All Princes” (1969, Deram)

## Filmografia
- 2015: Romantic Warriors III: Canterbury Tales (DVD)